# Carl Gustav Jung
Carl Gustav Jung, född 26 juli 1875 i Kesswil i Thurgau, död 6 juni 1961 i Küsnacht i kantonen Zürich, var en schweizisk psykiater. Han var upphovsman till den inriktning inom psykologin som kallas analytisk psykologi eller jungiansk psykologi. Hans arbete fick stort inflytande inte bara inom psykologin, utan även exempelvis inom religionshistoria, litteratur och filosofi. 
C.G. Jung inledde sin psykiatriska verksamhet på det vid tiden välrenommerade mentalsjukhuset Burghölzli, under Eugen Bleuler. Medan han arbetade där tog han kontakt med Sigmund Freud efter sin andra läsning av dennes bok Drömtydning, 1906. Detta ledde till ett intensivt samarbete fram till 1913. Jung kunde med sin psykiatriska bakgrund aldrig riktigt acceptera centrala delar av Freuds psykoanalys, som dennes dogmatiska hållning till sexualteorin. Med boken Wandlungen und Symbole der Libido 1912 avvek Jung från psykoanalysen, och brytningen blev kort därpå ett faktum. 
Många av de begrepp som Jung myntade för att beskriva människans psykologi, som arketyp, komplex, det kollektivt omedvetna, persona, extraversion och introversion, synkronicitet, har blivit allmänt kända och använda. (Men ofta fått delvis andra betydelser i vardagligt tal, i förhållande till hur Jung själv använde dem.)

## Biografi

### Tidigt liv
Carl Gustav Jung föddes i den schweiziska orten Kesswil, den 26 juli 1875. Hans far Paul Achilles Jung (1842–1896) var landsortspräst. Uppväxten var ekonomiskt skral och Jung tillbringade mycket tid ensam eftersom det knappt fanns andra barn på landet som han kunde umgås med. Modern Emilie Preiswerk (1848–1923) var för det mesta "normal", men hade perioder av depressioner, och upplevdes av Jung som mystisk om natten. Hon sa sig ha kontakt med andar.
När Jung var skolpojke upplevde han att han hade två personligheter, som han kallade nummer ett respektive två. Personlighet nummer ett var den unge, samtida skolpojken, medan personlighet nummer två var en äldre man, av mer obestämd tid.
Som tonåring blev Jung besviken på sin fars oförmåga att förklara teologiska begrepp och kristna trosföreställningar. Jung var särskilt intresserad av att höra honom förklara treenigheten när han konfirmerades, men i stället hoppade fadern över det, uttryckligen för att han inte förstod konceptet. Paul Jung hade blivit präst av praktiska skäl, inte till följd av ett kall, men det visste sannolikt inte den besvikne sonen.
Dessa tidiga erfarenheter – fadern som präst, modern som "mystiker", känslan av ett dynamiskt inre liv och intresset för och besvikelsen på den kristna dogmatiken – kom att prägla Jungs liv och återspeglas i hans verk.

### Utbildning och tidig karriär
Jung bestämde sig för att söka sig till psykiatrin för att detta område förenade annars skilda intressen han bar på, till exempel biologi och andlighet. Han började studera medicin 1895 vid Basels universitet (Universität Basel). Parallellt med forskning började han sedan arbeta på Burghölzli mentalsjukhus i Zürich 1900, under Eugen Bleuler. Tre år senare publicerade han sin doktorsavhandling, som på engelska har titeln On the Psychology and Pathology of So-Called Occult Phenomena. Ytterligare tre år senare, 1906, publicerade han Diagnostic Association Studies. Han skickade ett exemplar av boken till Sigmund Freud, vars teorier både han och Bleuler börjat intressera sig för. Det visade sig att Freud redan köpt boken. Denna kontakt ledde till intensiv brevväxling, ömsesidig vänskap och stort intellektuellt utbyte.

### Giftermål

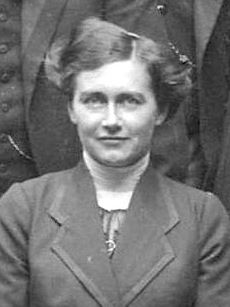
Emma Jung (1911).

Jung gifte sig 1903 med Emma Rauschenbach (1882–1955). Hon kom från en förmögen familj. De var gifta livet ut och fick fem barn tillsammans. Emma Jung blev sedermera själv jungiansk analytiker och skrev boken Animus und Anima (utgiven 1967). Hon ägnade många år åt att studera berättelserna om riddarna av det runda bordet och graalen. Efter hennes död färdigställde den framstående jungianen Marie-Louise von Franz hennes manuskript och publicerade det som Die Graalslegende in psychologischer Sicht (1960) .

### Relation till Freud
Efter ett års korrespondens besökte Jung Sigmund Freud 1907. De ska ha samtalat oavbrutet i tretton timmar och blivit fascinerade av varandras intellekt. Jung talade och skrev påföljande tid som en anhängare till Freuds psykoanalys. Han blev med Freuds stöd ordförande för International Psychoanalytical Association 1910. Freud såg Jung som sin eller psykoanalysens kronprins, inte minst för att Jung var en respekterad psykiatriker, numer överläkare på det kända mentalsjukhuset Burghölzli. Freud hade själv lågt renommé i medicinska kretsar, och var angelägen om psykoanalysens spridning. Jung tvivlade emellertid hela tiden på psykoanalysens riktighet, till exempel att psykisk energi var sexuell till sin natur. I varje fall hade Freud ett stort intellektuellt inflytande på Jung, som endast var kring 30 år gammal vid deras första möte, medan Freud var tjugo år äldre. Deras omfattande korrespondens under åren 1906–1914 är publicerad.
Medan Jung fortsatte sitt psykiatriska arbete, och senare privatpraktiserande, med psykoanalytisk inriktning, växte idéer fram som han senare skulle definiera som det kollektivt omedvetna och dess arketyper, i korthet ärvda psykologiska grundstrukturer. Förenklat uttryckt menade Freud att det omedvetna endast innehöll bortträngt material och hade en huvudsakligen negativ kvalitet, medan det hos Jung växte teorier att det visserligen fanns en sådan del av psyket, men också någonting annat - material (idéer, bilder) som aldrig varit medvetna, och som in potentia var gemensamma för alla (se "Nyckelbegrepp" nedan). Det blev allt mer uppenbart för Jung att han inte kunde fortsätta jobba "i Freuds skugga", eftersom Freud inte tolererade att få sina kärnbegrepp ifrågasatta.

### Brytning med Freud
Jungs bok Wandlungen und Symbole der Libido (aktuell engelsk titel Symbols of Transformation) publicerades 1912. Han uttrycker där idéer som går emot Freuds, och boken betecknar den intellektuella brytningen mellan Jung och Freud. Ett antal missförstånd och en allt mer hätsk ton i korrespondensen (i synnerhet från Jungs sida) ledde till personlig brytning 1914.
Vid sidan av det intellektuella samarbetet etablerades starka känslor mellan de två. För Jung blev Freud en fadersfigur, och Freud beskrev Jung som "min adopterade äldste son". Det var ett skäl till att brytningen mellan dem blev utdragen och smärtsam, med efterföljande bitterhet och viss fientlighet.
Efter brytningen med Freud upplevde Jung att han blev allt mer isolerad, både professionellt och privat, eftersom hans freudianska kontaktnät tog avstånd från honom (liksom hans medicinska kontaktnät tagit avstånd från honom när han vänt sig till psykoanalysen). Under 1910-talet genomlevde han en kris, och hade vad han senare skulle kalla sin "konfrontation med det omedvetna". Han skrev och målade fantasier och visioner denna tid i ett band han kallade Den röda boken. Detta privata arbete publicerades 2009. Denna period skulle bli en källa att ösa ur under resten av hans liv, noterade Jung i sin självbiografi.
Under den andra halvan av livet hade Jung en privatpraktik och publicerade texter huvudsakligen om det omedvetnas psykologi. Han var mycket produktiv och hans samlade verk uppgår till 20 volymer. Han dog den 6 juni 1961 i Küsnacht, efter en kort tids sjukdom.

## Tio nyckelbegrepp
Nedan förklaras tio termer som för den bildade allmänheten är mer eller mindre kända och förknippade med Jung. Många av dessa brukas i vardagligt tal, och målet med förteckningen är att beskriva hur Jung använde dem (med det begränsade utrymmets restriktioner). Den ger också en övergriplig men givetvis ofullständig illustration av Jungs teoribildning.

### Anima/Animus
Eftersom det medvetnas identitet (eller inställning) kompenseras av det omedvetna, tenderar män (som identifierar sig med sin maskulina sida) att ha ett feminint färgat omedvetet, och kvinnor ett maskulint. Det feminina respektive maskulina elementet (eller "kontrasexuella komplexet") personifieras i drömmar, men också i andra intuitiva eller "omedvetna" uttryck som visioner och konst.  (Att omedvetet innehåll personifieras är typiskt, inte unikt för just detta innehåll.) Man kan sålunda tala om "mannens inre kvinna" respektive "kvinnans inre man", som vanligtvis är färgad av ens erfarenheter av mor respektive far, och tenderar att (liksom omedvetet innehåll i allmänhet) projiceras, i detta sammanhang på människor av motsatt kön (ofta med emotionella reaktioner som förälskelse). Som personifierade figurer eller som psykologiska fenomen kallar Jung mannens feminina element för "anima" och kvinnans maskulina element för "animus". Orden betyder själ eller ande, för man kan enligt Jung tala om exempelvis anima som "mannens själ".

### Arketyp
Arketyper är medfödda, psykologiska grundelement som strukturerar psyket. Arketypen i sig är inte möjlig att föreställa sig, utan uttryckligen en hypotes Jung drar utifrån dess verkningar i typiska beteendemönster, gemensamma föreställningar, universella bilder, och så vidare. I själva verket talar Jung nästan alltid om arketypiska bilder snarare än arketyper i sig. Jung började reflektera över denna hypotes redan när han var läkare på mentalsjukhus, och fann att patienter hade fantasier och visioner som överensstämde med exempelvis obskyra nedteckningar av initiationsriter, och senare såg uppenbara innehållsmässiga likheter mellan exempelvis folksagor och moderna människors drömmar. Denna tänkta grundstruktur manifesterar sig alltså i universella bilder, i myter, sagor, drömmar, fantasier, etcetera. Men det rör sig inte om på förhand bestämda föreställningar ("Det vore en absurditet", enligt Jung), utan den medfödda tendensen att bilda föreställningar kring vissa motiv. Medan komplex är som motorer i det personligt omedvetna, är arketyper grundelement i det kollektivt omedvetna. (Se nedan för dessa begrepp.) 

### Extraversion/Introversion
Enligt Jungs typologi, presenterad i Psychologische Typen 1921, har människor två huvudattityder eller föredragna sätt att orientera sig.  Den ena "typen" (extravert - observera stavning) är huvudsakligen orienterad efter yttre objekt, och den andra (introvert) huvudsakligen efter det inre subjektet. Detta är inte inställningar man väljer, utan snarare föds med eller utvecklar mycket tidigt. Den extraverterade personen tenderar att vara mer aktiv, obekymrad och tillmötesgående, medan den introverte tenderar att vara mer passiv, försiktig och reserverad, för att nämna några karaktärsdrag. En extravert person lever på sätt och vis genom andra, men för den introverte är de egna känslorna och tankarna det viktigaste. I vardagligt tal brukar "introvert" numer användas för att beskriva en sluten, socialt oförmögen och hämmad person, som en negativ egenskap i motsats till det mer positivt laddade ordet "utåtriktad". Men även om en introvert person visst kan vara sluten, etc., var det inte så Jung tänkte sig begreppet; utan en introvert typ är helt enkelt mer iakttagande än deltagande, och tenderar att värdera sin egen bedömning högre än andras. Jung själv, som av samtida beskrevs som "'ständigt aktiv [med] en snabb hjärna' ... 'dominerande till sitt temperament' ... laddad av 'vitalitet och skratt'", menade sig själv vara introvert, till exempel (i motsats till Freud, enligt Jung).

### Individuation
Individuation är en mognads- eller utvecklingsprocess, som är mycket central i Jungs arbeten. Jung sammanfattar: "Individuationen är allmänt talat den process genom vilken individuella varelser formas och differentieras, särskilt utvecklingen av den psykologiska individen som en varelse åtskild från den allmänna och kollektiva psykologin." Genom att psykologiskt särskilja, eller differentiera sig från den kollektiva normen, utvecklas den individuella personligheten. (Det är inte en fråga om att ta avstånd från normen eller att utestänga världen, utan snarare att "införliva världen" och bli medveten om ens Själv (se nedan) i förhållande till den.) Denna mognadsprocess handlar också om att medvetandegöra och i viss mening integrera delar av ens hittills omedvetna innehåll (som anima/animus, Självet och skugga), för att uppnå en högre grad av psykologisk helhet och balans. Individuation syftar inte till att uppnå ett specifikt mål, utan det är "vägen som är målet".

### Kollektivt omedvetna
Det kollektivt omedvetna avser det tänkta, psykologiska skikt vi föds med, som vi inte är medvetna om och heller aldrig varit medvetna om. Det rör sig om strukturelement som förs vidare med arv (jämför biologins beteendemönster). Detta särskiljer det kollektivt omedvetna från det personligt omedvetna, som innehåller bortglömt och bortträngt material, det vill säga sådant som en gång var medvetet eller i princip lika gärna skulle kunna vara det. Det kollektivt omedvetnas produkter (arketyper, som kan manifesteras i personligt färgade arketypiska bilder i medvetandet), menar Jung, "är så lika myternas och sagornas strukturtyper att man måste betrakta dem som besläktade." Jung utvecklade sin teori om det kollektivt omedvetna och dess arketyper, efter den upprepade erfarenheten att människor överallt och i alla tider spontant upplever likartat "mytiskt" innehåll (i konst, religion, drömmar, visioner, barns lekar, etcetera), och upprepar typiska beteendemönster. Med det kollektivt omedvetna avses alltså "allmänmänskligt" (i motsats till det personligt omedvetna), men eftersom begreppet gav upphov till så mycket feltolkningar övergick Jung till att använda begreppet objektivt psyke i slutet av sitt liv (respektive subjektivt i stället för personligt omedvetet).

### Komplex
Ett komplex är en känslobetonad "klunga" idéer och bilder, som huvudsakligen är omedveten och mer eller mindre autonom. Komplex bildas i det personligt omedvetna till följd av ofta negativa erfarenheter i barndomen och kan hämma den personliga utvecklingen. De har detta till trots en arketypisk kärna; till exempel, erfarenheterna av ens moder bildar ett personligt moderskomplex, men karaktäriseras av den opersonliga modersarketypen. På så vis kan komplexen sägas vara emotionellt färgade skärningspunkter mellan yttre erfarenheter och inre förväntningar. Alltid när ett komplex aktiveras följer någon form av affekt. Man säger att "han var inte sig själv" eller "vad har det farit i henne?" och så vidare. Alla har komplex, det är så att säga naturliga beståndsdelar i det personligt omedvetna, och de behöver inte vara negativa. Däremot är effekterna av komplex ofta oönskade (hämningar, irrationella reaktioner, tvångsmässigt beteende, etc.) men svåra eller omöjliga att kontrollera. Att bli medveten om de omedvetna komplex som ger "neurotiska symptom" är en central del av jungiansk behandling. Komplex personifieras i drömmar och fantasier, de fungerar över huvud taget som ett slags delpersonligheter.

### Persona
Personan är det "jag" man uppvisar för andra, "lite överdrivet uttryckt ... det som man faktiskt inte är, men som man själv liksom andra tror att man är." Personan är ofta en kompromiss mellan individen och hennes omgivnings förväntningar, i viss mening en idealiserad upplaga av en själv. Är man en viss typ av person (arbetare, läkare, kunglighet, kändis) förväntas man i stora drag bete sig på ett visst sätt; så man kan säga att personan reflekterar den roll man förväntas spela, men som man också ofta själv väljer att spela på grund av förväntningar, identifikation med den kollektiva normen, eller för att det helt enkelt gynnar en. Ofta identifierar man sig med sin persona, man tror att man är rollen man spelar; det gör att man förlorar kontakten med sig själv och distanseras från andra. Även om personan riskerar negativa konsekvenser, är den i själva verket en nödvändighet för interaktion mellan människor i ett civiliserat samhälle. Den som saknar en någorlunda välutvecklad persona gör sig nämligen helt omöjlig i sociala sammanhang.

### Självet
Självet är psykets reglerande centrum, men samtidigt personlighetens helhet. (När ordet används i denna mening skrivs det vanligtvis med stor begynnelsebokstav, för att särskilja det från ordet "själv" i allmänhet.) Det är "arketypen för helhet", och som arketyp är begreppet enligt Jung "bara potentiellt empiriskt och i viss mån ett antagande". I drömmar och motsvarande omedvetna uttryck framträder Självet som exempelvis en vis gammal man, en stjärna eller som helhetssymboler (cirkel och fyrkant, etc.). En central del av individuationsprocessen är att upprätta en relation mellan jaget (medvetandet) och Självet; i viss mening kan man säga att det är individuationsprocessen. Så länge en människa är omedveten om sin inre dynamik tenderar hon att vara i händerna på den. Omedvetna komponenter som anima/animus, skugga och Självet utgör ett sammelsurium, och "differentiering" blir nödvändig för att sortera ut innehållet och upprätta en medveten relation till de inre komponenterna, som på sätt och vis alla är uttryck för Självet. Enligt den inflytelserike jungianen Edward Edinger kan alla psykologiska problem med alienation (yttre och inre) hänföras till förlorad kontakt med denna inre, ordnande princip. Först när kontakten mellan jaget och Självet återupprättas kan individuationen fortskrida, vilket "helar" personen (i dubbel bemärkelse, dvs. även gör den mer "hel") och skänker en känsla av mening till tillvaron.

### Skuggan
Vårt medvetnas jag tenderar att identifiera sig med de sidor av oss själva som vi (och andra) gillar, och de aspekter av vår personlighet som vi inte vill veta av trängs i högre eller lägre utsträckning bort, och denna närmast oundvikliga process formar vår "skugga". På så vis är skuggan i viss mening en motpol till personan, som allmänt sett är den anpassade och uppskattade sidan av oss själva. Detta huvudsakligen bortträngda innehåll bildar en mer eller mindre omedveten komponent eller ett komplex som Jung alltså kallade "skuggan" (vilket ungefär motsvarar det Freud kallade det omedvetna). Jung valde denna term eftersom dess innehåll göms undan i mörkret dit medvetandets ljus inte når. Liksom annat omedvetet innehåll tenderar vi att projicera skuggan, och anklaga andra för de möjligen klandervärda egenskaper vi själva har men inte vill kännas vid. I drömmar personifieras skuggan ofta av personer av samma kön som drömmaren, som framträder som föraktfulla, fientliga, kanske primitiva. Jung menade att det är "en terapeutisk nödvändighet ... att det medvetna konfronterar sin skugga."

### Synkronicitet
När begreppet "synkronicitet" används brukar det numer avse fenomenet att en inre erfarenhet i tiden sammanfaller med en yttre händelse, på ett meningsfullt sätt. Jung kallade fenomenet en "icke-kausal förenande princip". Att beskriva synkronicitet som Jung avsåg begreppet reser utmaningar, eftersom det för honom i själva verket var ett samlingsbegrepp. Jung sa uttryckligen att han inte kan förklara detta fenomen, men sedan han då och då hänvisat till det menade han att det ankom på honom försöka beskriva vad han menar med konceptet. I själva verket var det nobelpristagaren i fysik Wolfgang Pauli - en pionjär inom kvantfysiken som hade ett intellektuellt samarbete med Jung under cirka 25 år - som övertalade honom att skriva om det. Naturerklärung und Psyche: Synchronizität Als Ein Prinzip Akausaler Zusammenhänge publicerades 1952. Enligt Jung verkade det finnas en "psykoid" faktor inom arketypens område som tycktes kunna ge upphov till synkronistiska fenomen. Jung framkastade att det är sannolikt att psyke och materia i själva verket är två sidor av samma sak. Men i sammanfattningen av sin korta bok om synkronicitet, konstaterar han att det "oförklarliga" består inte i att orsaken till fenomenet är okänt, utan att det är intellektuellt otänkbart.

## Psykologiska typer

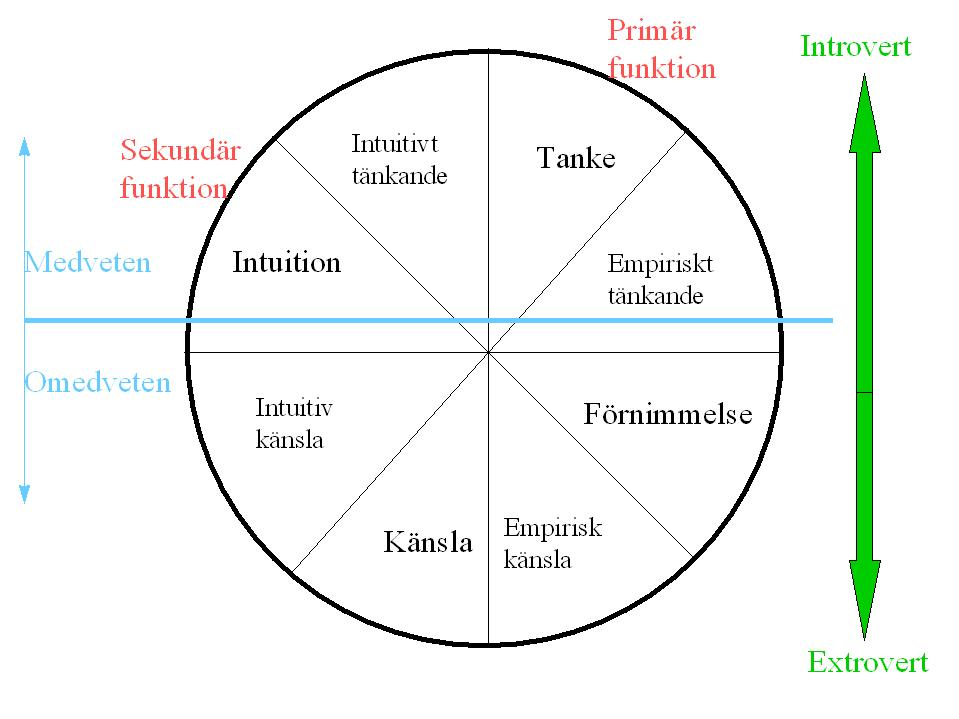
Personlighetskompass

Jung intresserade sig för att olika personer drog så skilda slutsatser av samma material, inte minst efter erfarenheten att han själv, Freud och Adler hade så olika syn på människans psykologi. Han menade att detta berodde på att människor har olika temperament, som gör att de inte tolkar världen och erfarenheter på samma sätt. Han presenterade sin typologi 1921, i den över 600 sidor långa Psychologische Typen.
Han skriver i förordet: "Denna bok är frukten av nära tjugo års arbete inom praktisk psykologi. Den har vuxit fram som ett resultat av otaliga intryck och upplevelser från behandlingen av psykiska och nervösa sjukdomar, och från samtal med många olika människor; det är alltså en produkt av mina personliga erfarenheter av såväl vän som fiende; slutligen har den ytterligare en källa i den kritiska granskningen av min egen psykologiska särart."
Jung menade att alla människor tenderar att förstå världen i enlighet med sin "typ". En viss tolkning kan vara korrekt, men i och med att den är färgad av säg en viss funktion (jämför nedan) är den oundvikligen ensidig, och saknar allmän giltighet. En annan tolkning kan på så vis också vara korrekt, men ingen av de två beskrivningarna är fullständiga. Till exempel, en extravert känslotyp riskerar att beskriva säg ett visst beteende på ett sätt, medan en introvert tanketyp beskriver samma beteende på ett annat sätt. De som står den förra nära typologiskt, kommer att anse att denne beskriver beteendet mycket mer korrekt, och de som typologiskt står långt ifrån densamme, riskerar att bli skeptiska. Men det säger alltså ingenting om beskrivningens objektiva sanningshalt. Jung menade att förståelse för detta underlättar exempelvis en terapeuts förmåga att förstå och göra sig förstådd med en given klient. Han menade också att det är en central del av människans utveckling att hitta en balans mellan de olika funktionerna och attityderna, genom att bli mer medvetna om de funktioner vi är omedvetna om.
"Psykologiska typer" är det enda stora arbetet av Jung där han diskuterar medvetandets psykologi.
Jungs modell för personlighetstyper bygger på:
- psykisk orientering eller attityd: 
  - introvert
  - extrovert
- fyra funktioner: 
  - tanke
  - känsla
  - förnimmelse
  - intuition

Enligt Jungs modell är tanke och känsla varandras motsatser, likaså förnimmelse och intuition. Människor utvecklas olika och därmed sker specialisering och en av dessa funktioner blir den primära funktionen för individen, vilket leder till att dess motsatta funktion förblir outvecklad och primitiv (mindre värd). Någon funktion i det andra paret kan också utvecklas mer och blir stödfunktion. Med andra ord: individen kommer bara att kunna hantera ett par av funktionerna på ett moget och medvetet sätt. 
Således kommer en individ med anlag för tanke och intuition, så kallat intuitivt tänkande, att hantera känsla och förnimmelse på ett omoget och omedvetet sätt. Är denne dessutom introvert har han anlag för att bli ingenjör eller uppfinnare. Tanken hjälper till att systematisera idéer, definitioner, abstraktioner och begrepp, medan intuitionen hjälper till att komma på vad ens insikt skall kunna användas till. 
Är man extrovert och intuitivt tänkande blir man dragen till att systematisera omvärlden och lära sig dra nytta av den, och skulle troligen kunna fungera som företagsledare. Men båda dessa personlighetstyper har outvecklad känsla och förnimmelse. 
Men den introvert intuitivt tänkande personen har ju någonstans kvar, som outvecklade, egenskaperna extroverthet, förnimmelseförmåga, känslor – då detta är outvecklat och omedvetet så styr de hur den Jungianska skuggan beter sig. Till exempel omedveten/outvecklad känsla kan leda till obetänkt risktagande, medan omedveten/outvecklad förnimmelse kan göra att idéerna går före det praktiska, ibland på bekostnad av funktionsdugligheten (till exempel en ritning blir omöjlig att omsätta i verkligheten). 
Bilden är en personlighetskompass. Genom ökad självkännedom kan man sänka horisonten för det omedvetna, och vid dålig självkännedom förblir mycket av den egna psykologin omedveten. Jung använde sig även av begreppet persona – en mask man uppvisar i sociala sammanhang, som inte är en själv.

## Jungs personlighetsmodell

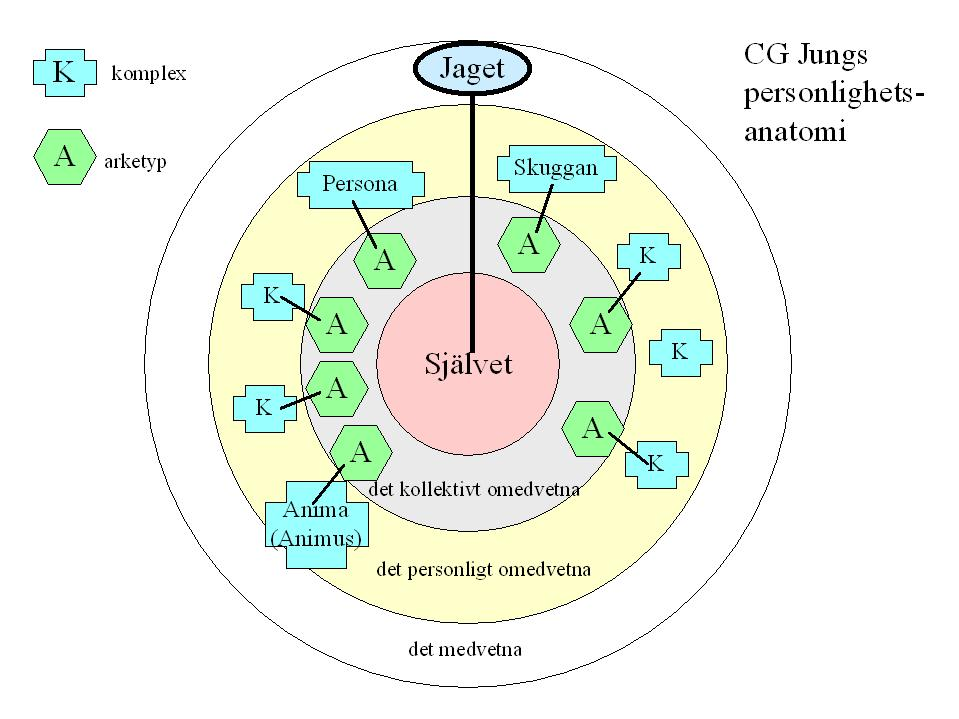
Anatomi hos personligheten

Jung vidareutvecklade sina teorier under hela sitt yrkesverksamma liv, och presenterade aldrig en en gång för alla fastslagen modell över människans psykologi. Men efterföljare till Jung har skapat modeller för att beskriva den jungianska psykologin, som exemplifieras här intill. Modellen ger en överblick av jungianska grundbegrepp, och tänkt innehålls förhållande till varandra.
Jungs personlighetsmodell kan åskådliggöras av ett antal lager. Yttersta lagret representerar i så fall det medvetna, jaget vi identifierar oss med. Det är den del av vår psykologi som är känd.
Nästa lager är det personliga omedvetna med ett antal omedvetna strukturer/bildningar (komplex), bland andra skuggan, persona, anima eller animus. Innehållet i detta lager är unikt för varje människa, och vilka strukturer man har utvecklat beror på vilka anlag man har, vad man upplevt och hur man hanterat sina upplevelser. Persona är vårt försvar mot omvärlden, ungefär som en grekisk teatermask (jämför Bergmans film Persona). Skuggan är den "dåliga" gestalten, en gestalt som ikläder sig våra negativa bortträngda/omedvetna sidor, de dåliga sidor man inte klarar av att se hos sig själv; man ser dem inte själv men omgivningen kan till viss del märka dem. Anima (feminin) och animus (maskulin) är vår andra halva, den inre följeslagaren – den kvinnliga sidan hos mannen och den manliga hos kvinnan.
Nästa lager är det kollektiva omedvetna, det vill säga det mytologiska lagret med en mängd arketyper som i stort har allmänmänskliga men dolda mönster. Exempel på arketypiska bilder är 
- gestalter som den evige ynglingen, den gamle mannen, urmodern, Gud,
- händelser som födelse, död, separation från föräldrar, frieri, giftermål, skilsmässa
- objekt som orm, vatten, sol, måne, eld

Den innersta kärnan är arketypen Självet, som står för helheten och enheten i personligheten. Jaget och Självet bildar par och förbinds därför av en Jag-Själv axel. På liknande sätt är de omedvetna komplexen kopplade till arketyper i det kollektiva omedvetna.

## Eftermäle
Asteroiden 11518 Jung är uppkallad efter honom.